# Ugandai–tanzániai háború
Az ugandai–tanzániai háború (Ugandában gyakran „Felszabadító háború” néven emlegetik) egy fegyveres konfliktus volt Uganda és Tanzánia között 1978–1979-ben, amelyben Líbia, Mozambik és Palesztina is részt vettek. A majdnem egy évig tartó konfliktusban mindkét fél részéről 5000 ember halt meg (ez a száma takarja a katonai és civil áldozatokat).

## Előzmények
Az Uganda és Tanzánia kapcsolatai már a háború előtt évekkel feszültek voltak. Miután 1971-ben Idi Amin egy katonai puccsban magához ragadta a hatalmat, Julius Nyerere tanzániai elnök menedéket ajánlott a megbuktatott ugandai elnöknek, Milton Obote-nak. Hozzá még mintegy 20 000 menekült is csatlakozott (ők Amin megtorlásai elől menekültek). Egy évvel később menekültek egy csoportja sikertelen hadjáratot folytatott Uganda ellen. 1978-ban egy puccskísérlet zajlott le az ugandai fővárosban, Kampalában, ahonnan Idi Amin és családja csak helikopterrel tudott elmenekülni. Eközben súlyos felkelések robbantak ki Dél-Ugandában. Idi Amin felkészült a Tanzánia elleni invázióra, mellyel a belső gazdasági és politikai válságról akarta elterelni az ugandai közvélemény figyelmét. Célja volt továbbá, hogy az Ugandával határos Kagerát, ami Tanzánia egyik tartománya volt országához csatolja.

## A háború
Nyerere elnök a Tanzániai Népi Védelmi Erőknél elrendelte a mozgósítást. Néhány hét alatt a 40 000 fős alaphadsereget 100 000 főre duzzasztották (tartalékosok, rendőrök mozgósításával). A tanzániai hadsereghez csatlakozott több Amin ellen harcoló ugandai fegyveres csoport, akik Ugandai Népi Felszabadítási Hadsereg (UNLA) néven egyesültek. Mozambik is küldött egy harcoló alakulatot Tanzánia támogatására. A tanzániai hadsereg szovjet Katyusa rakétavetőkkel lőni kezdte az ugandai csapatok állásait, akik visszavonultak. Az ugandai hadsereget a líbiai vezető, Moammer Kadhafi támogatta, aki 2500 katonát, valamint jelentős hadi felszerelést küldött Amin támogatására. Ugyancsak Kadhafi révén iszlamista önkéntesekből álló fegyveresek is érkeztek, akik individualisták voltak főleg Mali, Egyiptom, Tunézia, Csád és Szudán területéről, a többiek pedig különféle nyugat-afrikai országokból verődtek össze. Az ugandai hadsereghez csatlakozott egy 400 fős palesztin kontingens is a Palesztinai Felszabadítási Szervezettől. A palesztinok Amin mellettük, az izraeliek ellen tanúsított szolidaritását és segítségét (egyebek mellett az entebbei túszdráma során) voltak hivatottak viszonozni, ezért jöttek el harcolni a tanzániai hadsereg és az ugandai ellenállás ellen. Ezek a palesztin önkéntesek végül nagyrészt elpusztultak az afrikai fronton.
A líbiai hadsereg egységei, a palesztin és más önkéntesek hamarosan harcolni kényszerültek a tanzániai hadsereggel, mert a visszavonuló ugandai egységek a meglévő teherautókat a megszerzett és rablott értéktárgyak kimenekítésére használták. A tanzániai egységek Kampala irányába nyomultak előre, de meg kellett állniuk egy csatornánál, Lukaya közelében. Végül kemény harcok árán a tanzániai egységeknek sikerült áttörniük a csatornán valamint a líbiai-palesztin-iszlamista védelmen. A tanzániai és az UNLA erők a lukayai csata után kevés ellenállással találkoztak. Első rohammal bevették az entebbei repülőteret, majd 1979. április 10-én elfoglalták a fővárost, Kampalát. A líbiai, palesztin, ugandai és más egységek kevés ellenállást tanúsítottak, és a tanzániai katonák számára a legnagyobb problémát a harcban a megfelelő várostérképek hiánya jelentette. Amin először Líbiába, majd Szaúd-Arábiába menekült. Az ugandai hadsereg ezután letette a fegyvert.

## Következmények
A tanzániai csapatok még maradtak Ugandában, hogy segítsék az országot és az UNLA-t a választások megszervezésében.  
Amin hatalmának megdöntését követően élénk politikai harc bontakozott ki az elnöki hatalom megszerzéséért.

## Fordítás
- Ez a szócikk részben vagy egészben  az   Ugandan-Tanzanian War című angol Wikipédia-szócikk fordításán alapul.  Az eredeti cikk szerkesztőit annak laptörténete sorolja fel. Ez a jelzés csupán a megfogalmazás eredetét és a szerzői jogokat jelzi, nem szolgál a cikkben szereplő információk forrásmegjelöléseként.